# Balduin I. (Lateinisches Kaiserreich)

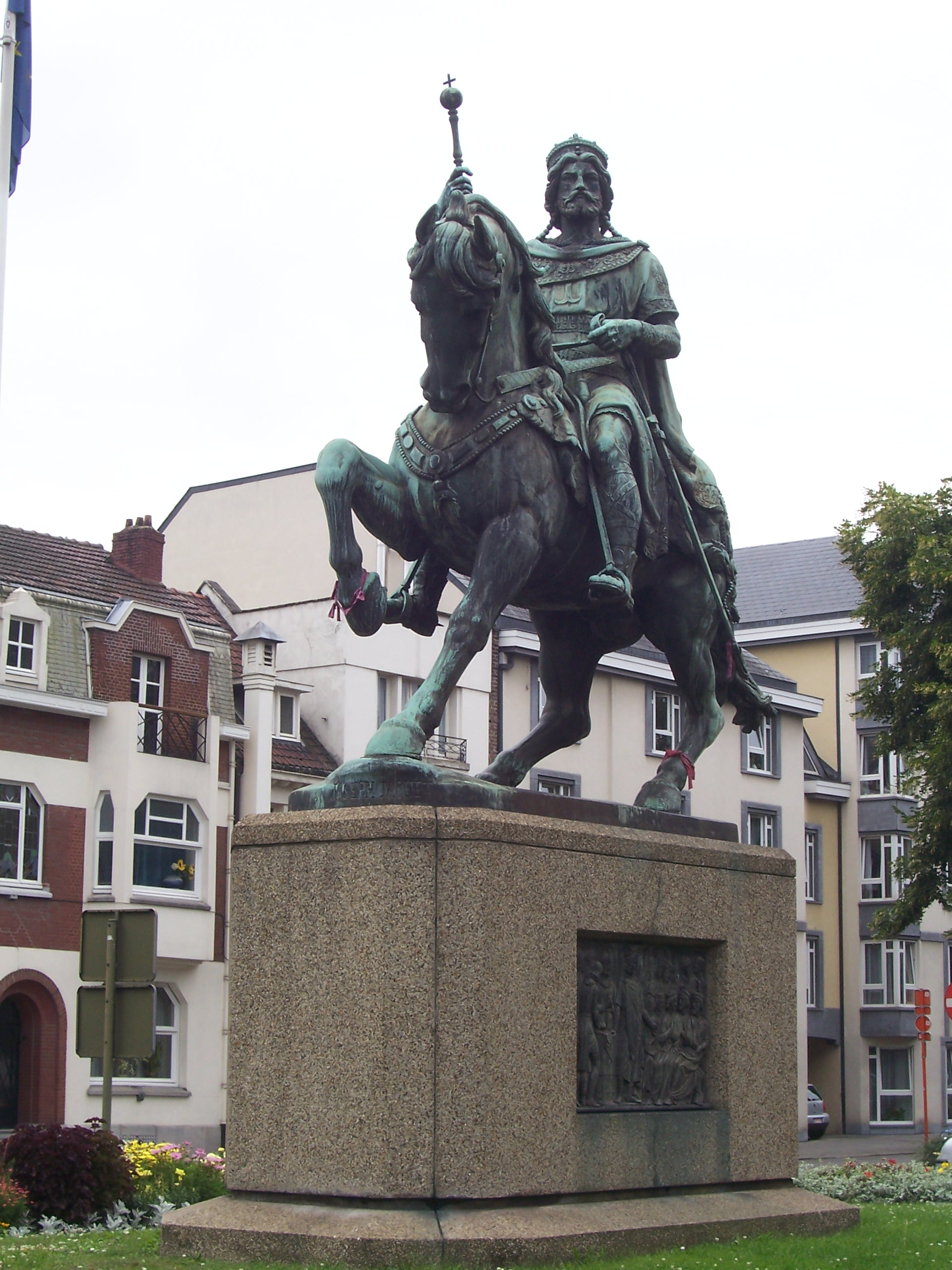
Balduin I. von Konstantinopel, Reiterstandbild in Mons (Belgien)

Balduin der Konstantinopolitaner (lat.: Balduinus Constantinopolitanus * Juli 1171 in Valenciennes; † nach 20. Juli 1205 in Tarnowo, Bulgarien) war seit 1194 ein Graf von Flandern (Balduin IX.) und seit 1195 ein Graf von Hennegau (Balduin VI.). Ab 1202 war er einer der wichtigsten militärischen Führer des Vierten Kreuzzuges. Nach der Eroberung von Konstantinopel 1204 wurde er zum ersten Kaiser des Lateinischen Reiches (Balduin I.) gewählt.

## Frühe Jahre
Balduin war der älteste Sohn des Grafenpaares Balduin V. von Hennegau und Margarete I. von Flandern. Noch im Jahr seiner Geburt wurde er auf Vermittlung seines Onkels, Graf Philipp von Flandern, mit Maria von der Champagne verlobt. Dieses Verlöbnis wurde am 14. Mai 1181 in Provins erneuert und am 6. Januar 1186 durch eine Hochzeit vollzogen. Nach dem Tod des Onkels 1191 urkundete er noch im selben Jahr in Lille erstmals als zukünftiger Graf von Flandern. Am 1. August 1194 kämpfte er an der Seite seines Vaters in der siegreichen Schlacht von Noville gegen den Herzog von Limburg.
Am 15. November 1194 starb Balduins Mutter, worauf er als deren Erbe in der Grafschaft Flandern nachfolgen konnte. Am 5. Januar 1195 urkundete er erstmals auf dem Feld zwischen Aalst und Erpe mit der entsprechenden gräflichen Titulatur (Balduinus, Flandrensium comes). Nachdem am 17. Dezember 1195 auch der Vater gestorben war, beerbte er diesen als Graf des Hennegaus.

## Graf von Flandern und Hennegau

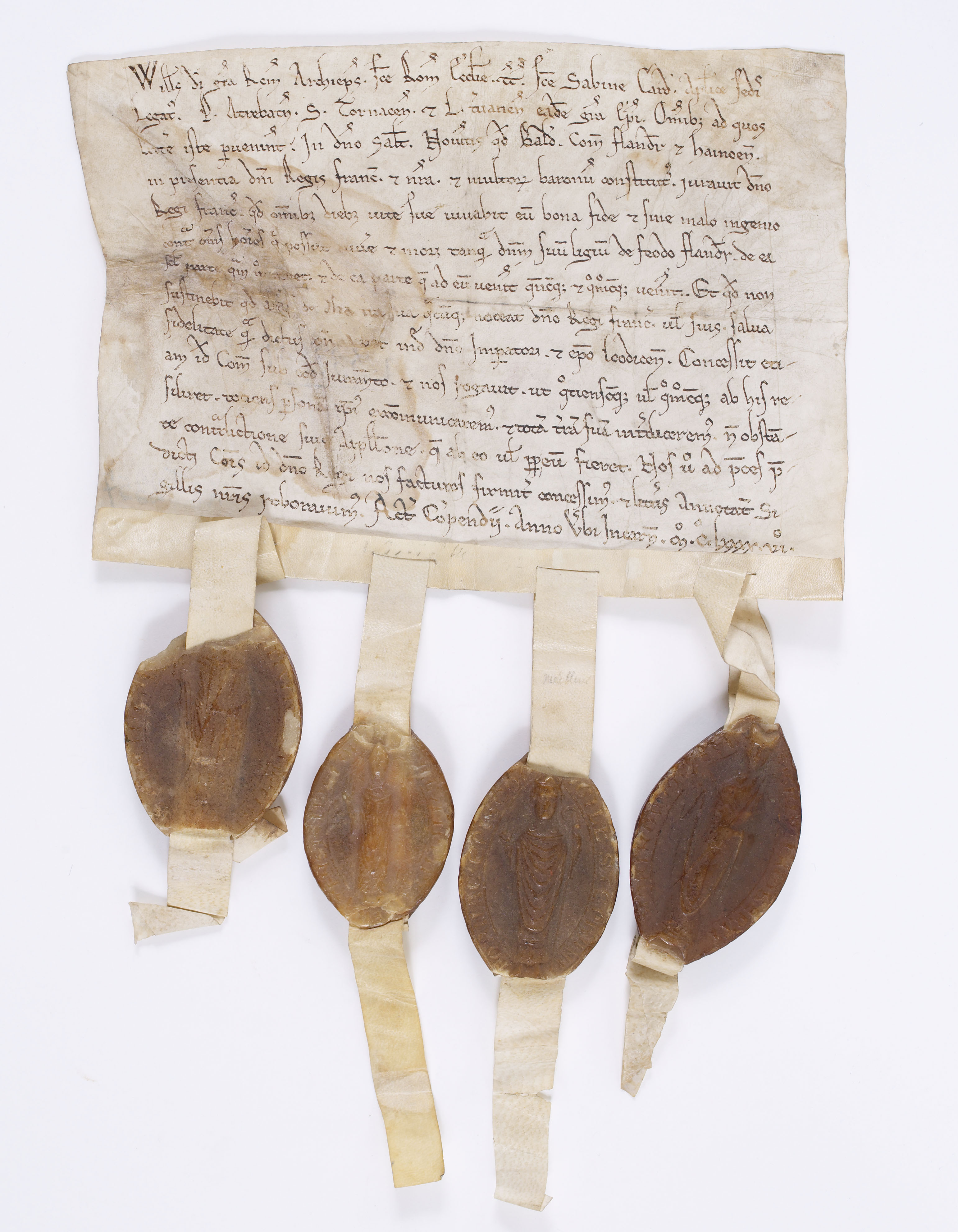
Urkunde zur Huldigung Graf Balduins IX. gegenüber König Philipp II. in Compiègne, 1196

Balduin nahm Besitz von einem stark verkleinerten Flandern, da sein Onkel einen großen Teil, darunter auch das Artois im Norden Frankreichs, an Balduins Schwester Elisabeth (auch Isabella genannt) bei ihrer Heirat mit König Philipp II. von Frankreich als Mitgift vergeben hatte; weitere bedeutende Stücke gingen an seine eigene Frau. Als Elisabeth 1190 starb, behielt Philipp II. die Mitgift, die später Elisabeths Sohn erhalten sollte.
Zunächst aber verbündete er sich 1185 mit Philipp II. gegen Richard Löwenherz und nahm an den Kämpfen um Issoudun und Aumale teil. Obwohl er im Jahr zuvor gegenüber Philipp II. in Compiègne die Huldigung geleistet hatte, vollzog Balduin 1197 einen Seitenwechsel und verband sich in Les Andelys mit Richard Löwenherz. Ursächlich hierfür war sein Anspruch auf die Provinz Artois, die nach dem Tod seiner Schwester Elisabeth an die Krone übergegangen war, was Balduin nicht anerkannte. Im Juli 1197 begann er eine Invasion im Artois; da Philipp II. August seine Anstrengungen auf den Kampf gegen Richard Löwenherz konzentrierte, konnte Balduin bis 1199 Lillers, Aire und Saint-Omer erobern. Mit dem römisch-deutschen König Otto IV. gewann er 1198 einen weiteren Verbündeten. Seine Eroberungen bekam Balduin 1200 im Frieden von Péronne bestätigt.
Einen Monat nach dem Friedensschluss mit Philipp, am 23. Februar 1200, nahm Balduin das Kreuz. Er verbrachte die nächsten beiden Jahre mit den Vorbereitungen und brach am 14. April 1202 zum Vierten Kreuzzug auf.
Um den Hennegau in geordnetem Zustand zu hinterlassen, gab er zwei bemerkenswerte Chartas heraus. Die eine enthielt ein detailliertes Strafgesetzbuch und scheint auf einer heute verlorenen Charta seines Vaters zu basieren. Die andere legte eine genaue Nachfolgeregelung fest. Beide Chartas sind wesentlicher Teil der gesetzgebenden Tradition in diesem Teil Europas geworden.
Balduin ließ eine zweijährige Tochter und seine schwangere Ehefrau Marie zurück, die von 1202 bis 1203 Regentin in Flandern und Hennegau war und ihrem Mann, nach der Geburt der zweiten Tochter, Anfang 1203 mit einer flämischen Flotte hinterherreiste. Beide erwarteten eine Rückkehr in wenigen Jahren, tatsächlich aber sahen sie ihre Heimat und ihre Töchter nicht wieder.
Nachfolger Maries als Regenten wurden ab 1203 Balduins jüngerer Bruder Philipp von Namur in Flandern und Balduins Onkel Wilhelm von Thy (ein unehelicher Sohn des Grafen Balduin IV. von Hennegau) im Hennegau.
In der Zwischenzeit waren die Kreuzfahrer bis Konstantinopel gelangt, hatten die Stadt eingenommen und geplündert sowie die Entscheidung getroffen, ein Lateinisches Kaiserreich zu errichten.

## Lateinischer Kaiser
Die Kaiserkrone wurde Enrico Dandolo angeboten, dem Dogen von Venedig, der sie jedoch ablehnte. Zur Wahl standen nun Balduin und Bonifatius von Montferrat. Am 9. Mai 1204 wurde Balduin gewählt, am 16. Mai gekrönt. Er war jung, galant, fromm und tugendhaft, einer der wenigen, die ihre Gelübde streng beachteten und der populärste unter den Anführern des Kreuzzuges.
Balduins Ehefrau Marie war, in Unkenntnis der Ereignisse, ins Heilige Land nach Akkon gesegelt. Dort erfuhr sie von seiner Wahl zum Kaiser; sie starb im August 1204 an einer Krankheit.
Das Lateinische Kaiserreich wurde nach feudalen Prinzipien organisiert: Der Kaiser stand über den Fürsten, die Teile des eroberten Landes als Lehen erhielten. Sein eigenes Territorium sollte aus der Stadt Konstantinopel, den benachbarten Gebieten in Europa und Asien sowie einigen entlegenen Distrikten und Inseln wie Lemnos, Lesbos, Chios und Tenos bestehen, die noch erobert werden sollten. Auch war der Widerstand der Griechen in Thrakien zu brechen und Thessaloniki zu sichern. Bei dieser Unternehmung im Sommer 1204 stieß Balduin mit Bonifatius zusammen, dem unterlegenen Kandidaten bei der Kaiserwahl, dem mit dem Lateinischen Königreich Thessalonike ein großes Territorium in Makedonien versprochen worden war. Bonifatius hoffte, sich vom Kaiser unabhängig machen zu können und keine Huldigungen für sein Reich abgeben zu müssen; deshalb opponierte er gegen Balduins Plan, gegen Thessaloniki zu marschieren. Der Gegensatz zwischen Flamen und Lombarden vergrößerte den Streit. Balduin bestand darauf, nach Thessaloniki zu gehen, Bonifatius hingegen belagerte Adrianopel, wo Balduin einen Statthalter eingesetzt hatte – ein Bürgerkrieg schien unvermeidlich. Enrico Dandolo und Ludwig von Blois brachten schließlich eine Übereinkunft zustande, nach der Bonifatius Thessaloniki als Lehen vom Kaiser nahm und gleichzeitig Befehlshaber der Truppen wurde, welche die noch nicht unterworfenen Teile Griechenlands erobern sollten.
Im folgenden Winter 1204/05 führten die Kreuzfahrer Krieg in Bithynien, an dem auch Balduins Bruder Heinrich teilnahm. Im Februar 1205 rebellierten die Griechen in Thrakien, wobei sie Unterstützung von Kalojan Asen, dem Zaren der Bulgaren, erhofften, dessen Bündnisangebote Balduin zurückgewiesen hatte. Sie verjagten die Garnison von Adrianopel, worauf Balduin, Enrico Dandolo, Ludwig von Blois und der spätere Chronist Gottfried von Villehardouin die Stadt belagerten. Kalojan sandte zum Entsatz eine Armee, die derjenigen der Kreuzfahrer zahlenmäßig weit überlegen war. Die fränkischen Ritter wurden am 14. April 1205 in der Schlacht von Adrianopel geschlagen; Ludwig von Blois fiel, Kaiser Balduin wurde gefangen genommen und in die bulgarische Hauptstadt Tarnowo verbracht, wo er in dem heute nach ihm benannten Balduin-Turm der Festung Zarewez interniert wurde.
Balduins Schicksal war einige Zeit unklar, und so übernahm sein Bruder Heinrich die Regentschaft. Mitte Juli schrieb Zar Kalojan an Papst Innozenz III., dass Balduin in der Gefangenschaft gestorben sei.

## Kinder und Nachfolge
Zum zweiten Lateinischen Kaiser wurde am 20. August 1206 Balduins Bruder Heinrich gekrönt.
In Flandern war umstritten, ob Balduin tatsächlich gestorben sei; deshalb blieb Balduins Bruder Philipp I. von Namur Regent. Schließlich wurden Balduins Töchter Johanna und Margarete Gräfinnen von Flandern.

## Der falsche Balduin
1225 trat in Flandern ein falscher Balduin I. auf.